# Monacair
Monacair ist eine monegassische Fluggesellschaft mit Basis auf dem Héliport de Monaco.

## Gesellschaft
Monacair wurde 1988 gegründet. Mehrheitsaktionär ist der monegassische Adelige und Segelsportprofi Pierre Casiraghi.

## Flugangebot
Die Fluggesellschaft bietet Helikopterflüge als Transferflüge zwischen dem Héliport de Monaco und dem Aéroport Nice Côte d’Azur an, die unter anderem als Anschlussflüge für EasyJet und Emirates fungieren. Passagiere dieser Linien können auf diese Weise Direktflüge nach Monaco buchen und werden nach ihrer Ankunft in Frankreich sofort an ihr eigentliches Reiseziel weitergeflogen. Monacair fliegt etwa 50-mal pro Tag zwischen dem Fürstentum und der Stadt Nizza an der französischen Riviera hin und her. Der Transfer zum Flughafen Nizza dauert laut Eigenwerbung sieben Minuten. Außerdem bietet die Gesellschaft auch Hubschrauberflüge zu bekannten Wintersportzielen in den französischen, italienischen und Schweizer Alpen und an bekannte alpine Seen wie den Lago Maggiore oder den Comer See als Rund- oder Bedarfsflüge für Privatkunden an, etwa um Staus zu umgehen oder schnell ins Skigebiet zu gelangen. Die 20-minütige Nutzung eines Helikopters kostet 690 Euro.

## Flotte

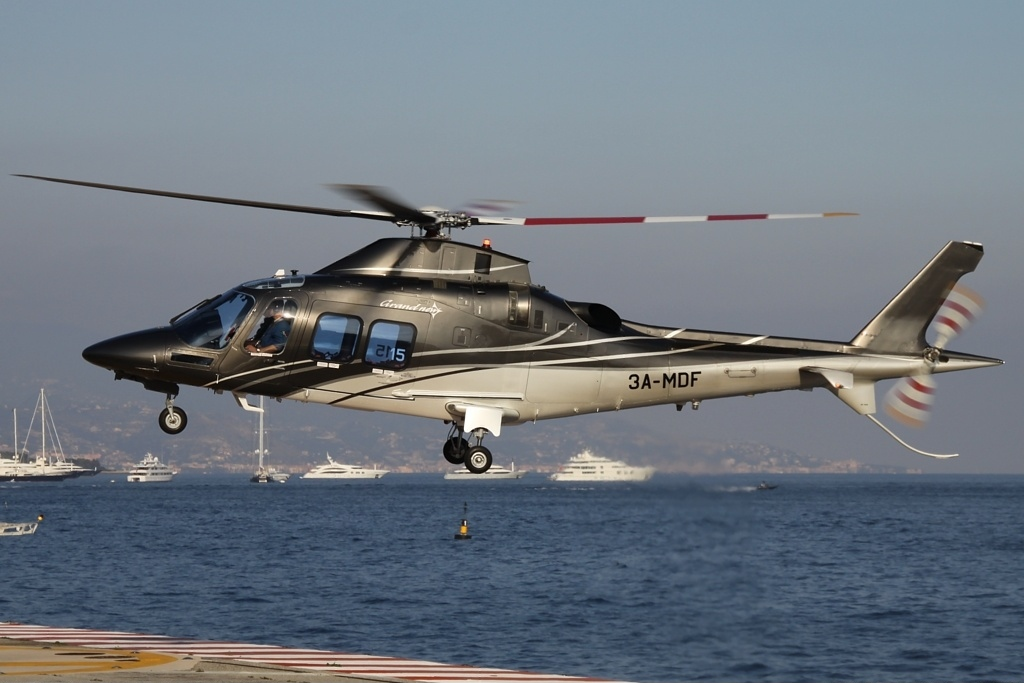
AgustaWestland AW109SP der Monacair

Mit Stand April 2017 besteht die Flotte der Monacair aus acht Hubschraubern:
| Flugzeugtyp                  | Luftfahrzeugkennzeichen | Sitzplätze |
| ---------------------------- | ----------------------- | ---------- |
| AgustaWestland AW109SP       | 3A-MDF                  | 5          |
| Airbus Helicopters H130      | 3A-MAJ                  | 6          |
| Airbus Helicopters H175      | G-DLBR                  | 7          |
| Airbus Helicopters AS365 N3+ | 3A-MGU                  | 5          |
| Eurocopter EC135             | 3A-MCR                  | 6          |
| Eurocopter EC145             | 3A-MIJ                  | 6          |
| Eurocopter EC155 B1          | 3A-MBD 3A-MTG           | 6          |